# Young, Fresh n' New
Young, Fresh n' New è un brano musicale della cantante R&B statunitense Kelis, pubblicato come primo ed unico singolo estratto dall'album Wanderland del 2001.
Scritta da Kelis, Pharrell Williams e Chad Hugo, questi ultimi due anche produttori, il brano è stato un successo minore nel Regno Unito, riuscendo ad arrivare al massimo alla posizione trentadue della Official Singles Chart. Negli Stati Uniti, dove l'album Wanderland non è stato pubblicato, il singolo non è entrato nella Billboard Hot 100, benché un remix realizzato da Timo Maas è arrivato alla quindicesima posizione della Billboard's Hot Dance Club Play nel gennaio 2002.

## Tracce
Singolo CD (Regno Unito) / Maxi singolo (Europa)
1. Young, Fresh n' New (UK Radio Edit) – 3:30
2. Young, Fresh n' New (Timo Maas Remix - Full Vocal) – 7:03
3. Young, Fresh n' New (So Solid Remix - Full Vocal) – 5:42
4. Young, Fresh n' New (Video) – 3:30

Singolo CD (Europa)
1. Young, Fresh n' New (UK Radio Edit) – 3:30
2. Young, Fresh n' New (Timo Maas Remix - Full Vocal) – 7:03

Singolo 12" (Regno Unito)
Lato A
1. Young, Fresh n' New – 4:37
2. Young, Fresh n' New (So Solid Remix - Vocal Mix) – 5:42

Lato B
1. Young, Fresh n' New (Timo Maas Remix - Full Vocal) – 7:03

Singolo 12" (Stati Uniti)
Lato A
1. Young, Fresh n' New (Radio Edit) – 3:38
2. Young, Fresh n' New (Album Instrumental) – 4:37
3. Daddy (feat. Malice of Clipse) – 3:50

Lato B
1. The Spot – 3:58
2. The Spot (Instrumental) – 3:58
3. Daddy (Instrumental) – 3:50

## Classifiche
| Chart (2001/2002)                  | Peak Position |
| ---------------------------------- | ------------- |
| Paesi Bassi                        | 89            |
| Regno Unito                        | 32            |
| U.S. Billboard Hot Dance Club Play | 15            |